# Ashley Castle
Koordinaten: 51° 4′ 30,9″ N, 1° 27′ 6,6″ W

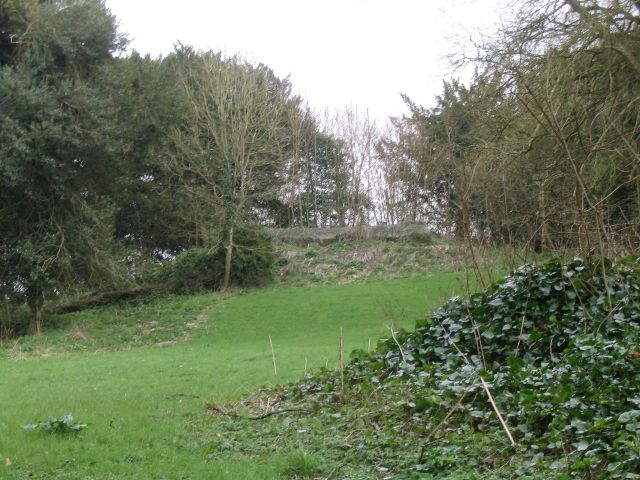
Anwesen des Ashley Castle

Ashley Castle (auch Gains Castle) ist eine Burgruine im Dorf Ashley in der englischen Grafschaft Hampshire.
Die Burg wurde 1138 an Stelle eines früheren Forts aus der Eisenzeit errichtet. Das höher liegende Gelände hatte vermutlich strategische Bedeutung, da es auch einen Brunnen besaß und nahe der römischen Straße von Winchester nach Sarum lag. Der mächtige Heinrich von Blois, Enkel von Wilhelm dem Eroberer und jüngerer Bruder von König Stephan, Bischof von Winchester und Erbauer vieler Burgen (z. B. des Wolvesey Castle in Winchester), ließ die Burg bauen. Sie entstand während der Anarchie, einer längeren Periode von Unruhe und Bürgerkrieg. Im Jahre 1155, nach dem Amtsantritt von König Heinrich II., wurde die Burg unter unbekannten Umständen geschleift.
Fast fünfzig Jahre später, während der Regentschaft von Heinrichs II. Sohn, Johann Ohneland, ließ William Brewer die Burg wieder aufbauen. Er hielt die Grundherrschaft von Ashley, war führender Ratgeber von König Johann (und später von König Heinrich III.) und gründete später die nahegelegene Mottisfont Priory, ein Augustinerkloster. Im Jahre 1200 erteilte König Johann Brewer die Erlaubnis, eine Burg zu befestigen (engl.: „Licence to crenellate“), entweder Stockbridge oder Ashley, und Brewer wählte Ashley (in der Erlaubnis als „Esleg“ bezeichnet). In einem Zeitalter, in dem die Krone in jeder Burg des Hochadels einen möglichen Rückzugsort für Rebellen sah, war eine Erlaubnis zur Befestigung ein seltenes Privileg. König Johann soll häufig auf Ashley Castle zu Gast gewesen sein, vermutlich im Rahmen von Jagdausflügen in den königlichen Forest of Bere, einen Wald, dessen Westgrenze damals der nahegelegene Test bildete. Offizielle Amtshandlungen der Krone wurden von der Burg aus ausgeführt, so ist z. B. eine Reihe königlicher Briefe mit der Ortsangabe „Ashley“ versehen. Ashley war das Verwaltungszentrum von West Bere, einem Gebiet, das sich vom Fluss Itchen bis zum Fluss Test erstreckte. Der Vorsteher hatte seine Grundherrschaft dort und wohnte in der Burg, wenn er in der Gegend war (Brewer besaß auch andere Ländereien). Viele englische Wälder hatten ihre Hauptquartiere in derartigen Burgen. Die Burgen dienten nicht nur als Wohnort, sondern es wurden dort auch Gesuche gehört, Wilderer wurden dort inhaftiert und Forstbeamte beherbergt. Neben seiner Rolle als Verwaltungszentrum für das Kronland scheint Ashley Castle aber stets eher als Teil der Grundherrschaft Ashley angesehen worden zu sein als als Eigentum der Krone. Die Interessen des Vorstehers wurden oft über die Interessen des Souveräns gestellt, dessen Ländereien eigentlich geschützt werden sollten.
Später, Mitte des 15. Jahrhunderts, diente Ashley Castle dem Bischof von Winchester als Residenz. Etwa im 17. Jahrhundert wurde die Burg dann aufgegeben.
In ihrer frühesten Form bestand die Burg aus einem kreisrunden Gelände, das von einem Wall und einem tiefen Burggraben eingefriedet war und einen hölzernen Turm enthielt. Von diesem Wall ging ein zweiter, gleichartiger aus, der in einer Schleife einen Hof einschloss – die Vorburg, die Wohnhäuser und die Pfarrkirche enthielt. Letztere war vermutlich älter als die Burg. Auf beiden Wällen waren hölzerne Palisaden aufgebaut.
Die Anlage ist typisch normannisch mit ihrer geringen Ausdehnung und der Stärke ihrer Befestigungen. Auch die Existenz einer Vorburg ist typisch. Ihr nordöstlicher Teil enthält bis heute sichtbare Überreste von Fundamenten.
Die Anlage ist heute ein Scheduled Monument.